# Terme del Faro
Le Terme del Faro (IV,II,1), sono un complesso termale nella regio IV della città romana di Ostia.

## Descrizione
Le terme si trovano sul cardo maximus nella parte meridionale della città, confinando a sud est con il Campo della Magna Mater, dove si trovano alcuni santuari dedicati a divinità orientali,  con alcuni edifici (IV,II,9-14) e caseggiati (IV,II,5) ad ovest, e con il portico e caseggiato dell'Ercole  (IV,II,2-4) a nord.
Le Terme del Faro furono costruite agli inizi del II secolo d.C. e furono ristrutturate più volte fino alla fine del IV secolo d.C., ma monete e riparazioni delle condutture dell'acqua mostrano che l'edificio era ancora in uso nel quinto secolo. Prendono il nome da un grande mosaico bianco e nero con scene marine e la raffigurazione di un faro al centro. Da una planimetria del 1805 risulta che a quell'epoca parti delle terme erano già esposte, tuttavia i suoi ambienti non furono completamente scavati fino al luglio 1940, con gli scavi condotti da Guido Calza.
Accanto all'ingresso c'è un thermopolium da un lato e un taberna dall'altro. Dietro l'ingresso c'è il vestibolo, e a sinistra e a destra ci sono gli spogliatoi. Nello spogliatoio di sinistra si trova il mosaico con il faro che dà il nome alle terme. Dal vestibolo si accede al frigidarium con una grande vasca sul lato sud. Le pareti recano affreschi figurativi, tra cui il mito di Europa con un toro, ovvero Zeus che ne aveva preso le sembianze. Ad ovest si aprono tre ambienti riscaldabili, alcuni dei quali erano decorati con mosaici. Dietro questi c'è l'area di servizio con le fornaci e a nord c'è un'enorme cisterna che serviva per le terme.